# Roy Scheider
Roy Richard Scheider (n. 10 noiembrie 1932, Orange⁠(d), New Jersey, SUA – d. 10 februarie 2008, Little Rock, Arkansas, SUA) a fost un actor american. A fost cel mai cunoscut pentru rolul polițistului Martin Brody în Jaws, cel al coregrafului și regizorului de film Joe Gideon în All That Jazz, detectivul Buddy Russo în Filiera franceză și pentru rolul Căpitanului Nathan Bridge în serialul science fiction SeaQuest DSV. Ultima apariție a lui Scheider este una post-mortem în thrillerul Iron Cross, film ce trebuia să apară în 2010. Scheider a fost nominalizat la două premii Oscar, un Glob de Aur și un premiu BAFTA pe parcursul carierei sale.

## Premii Oscar
- Cel mai bun actor în rol secundar - Filiera franceză (1971 - nominalizat)
- Cel mai bun actor - All That Jazz (1979 - nominalizat)

## Filmografie

### Film
- 1964 The Curse of the Living Corpse : Philip Sinclair
- 1968 Paper Lion
- 1969 Stiletto : Bennett

- 1970 Loving  : Skip
- 1970 Puzzle of a Downfall Child  : Mark
- 1971 Klute  : Frank Ligourin
- 1971 Filiera (The French Connection), regia William Friedkin : Buddy Russo (Academy Award nominee, best supporting actor)
- 1972 Atentatul (L'Attentat), regia Yves Boisset : Michael Howard
- 1972 The Outside Man  : Lenny
- 1973 The Seven-Ups  : Buddy - Seven-Up
- 1975 Sheila Levine Is Dead and Living in New York  : Sam Stoneman
- 1975 Jaws  : Police Chief Martin Brody
- 1976 Maratonistul (Marathon Man), regia John Schlesinger : Doc
- 1977 Vrăjitorul (Sorcerer) : Jackie Scanlon - „Juan Dominguez”
- 1978 Jaws 2  : Police Chief Martin Brody
- 1979 Last Embrace  : Harry Hannan
- 1979 All That Jazz  : Joe Gideon (Academy Award nominee, best actor)

- 1982 Still of the Night  : Sam Rice
- 1983 Blue Thunder  : Officer Frank Murphy
- 1984 2010  : Dr. Heywood Floyd
- 1984 Terror in the Aisles  : (imagini de arhivă; documentar)
- 1985 Mishima: A Life in Four Chapters  : naratorul
- 1986 The Men's Club  : Cavanaugh
- 1986 52 Pick-Up  : Harry Mitchell
- 1987 Jaws: The Revenge  : Police Chief Martin Brody (nemenționat; imagini de arhivă, photographic cameo)
- 1988 Cohen and Tate  : Cohen
- 1989 Listen to Me  : Charlie Nichols
- 1989 Night Game  : Mike Seaver

- 1990 The Fourth War  : Col. Jack Knowles
- 1990 The Russia House : Russell
- 1991 Halucinația (Naked Lunch), regia David Cronenberg : Dr. Benway
- 1993 Jurassic Park, regia Steven Spielberg : Brody (nemenționat)
- 1993 Romeo Is Bleeding (Romeo Is Bleeding), regia Peter Medak : Don Falcone
- 1997 Plato's Run  : Senarkian (Video)
- 1997 The Rage  : John Taggart
- 1997 Executive Target  : President Carlson
- 1997 The Peacekeeper  : President Robert Baker
- 1997 The Myth of Fingerprints  : Hal
- 1997 Omul care aduce ploaia (The Rainmaker), regia Francis Ford Coppola : Wilfred Keeley
- 1997 The Definite Maybe  : Eddie Jacobsen
- 1998 Better Living  : Tom
- 1998 The White Raven  : Tom Heath
- 1998 Evasive Action  : Enzo Marcelli

- 2000 Chain of Command  : President Jack Cahill
- 2000 Falling Through  : Earl
- 2000 The Doorway  : Professor Lamont
- 2000 Daybreak  : Stan Marshall
- 2001 Time Lapse  : Agent La Nova (Video)
- 2002 Texas 46  : Colonel Gartner
- 2002 Angels Don't Sleep Here  : Mayor Harry S. Porter
- 2003 Citizen Verdict  .... Governor Bull Tyler
- 2003 Dracula II: Înălțarea (Dracula II: Ascension), regia Patrick Lussier : Cardinal Siqueros (Video)
- 2003 Șarpele roșu (Red Serpent), regia Gino Tanasescu : Hassan
- 2004 The Punisher  : Frank Castle Sr.
- 2005 Dracula III: Moștenirea (Dracula III: Legacy), regia Patrick Lussier : Cardinal Siqueros (Video)
- 2005 Love Thy Neighbor : Fred
- 2006 Last Chance : Cumberland (short)
- 2007 The Poet : Rabbi
- 2007 If I Didn't Care : Linus Boyer
- 2007 Chicago 10 : Judge Julius Hoffman (Voice)

- 2011 Iron Cross : Joseph (final film role)
- 2012 The Shark Is Still Working : narator (documentar)

### TV
- Assignment: Munich (1972) .... Jake Webster (TV movie)
- Jacobo Timerman: Prisoner Without a Name, Cell Without a Number (1983) .... Jacobo Timerman (TV movie)
- Tiger Town (1983) .... Billy Young (TV movie)
- Saturday Night Live (1985) .... Host
- Somebody Has to Shoot the Picture (1990) .... Paul Marish (TV movie)
- Wild Justice (1993) .... Peter Stride (TV movie)
- seaQuest DSV (1993–1996) .... Captain Nathan Bridger (TV series; 47 episodes)
- Money Play$ (1997) .... Johnny Tobin (TV movie)
- Silver Wolf (1998) .... John Rockwell (TV movie)
- The Seventh Scroll (1999) .... Grant Schiller (TV mini-series)
- RKO 281 (1999) .... George Schaefer
- Diamond Hunters (2001) .... Jacob Van der Byl (TV movie)
- King of Texas (2002) .... Henry Westover (TV movie)
- Third Watch (2002) .... Fyodor Chevchenko (TV series; 6 episodes)
- Carrier: Arsenal of the Sea (2005) .... Narrator (TV documentary)
- Law & Order: Criminal Intent (2007) .... Mark Ford Brady (TV series; 1 episode)
- Family Guy (2007, 2009) .... Roy Sheider (TV series; 2 episodes)